# 真核生物の翻訳
真核生物の翻訳（しんかくせいぶつのほんやく、eukaryotic translation）とは、真核生物においてメッセンジャーRNA（mRNA）がタンパク質へと翻訳される生物学的過程であり、開始、伸長、終結、そして再生の4つの段階から構成される。

## 開始

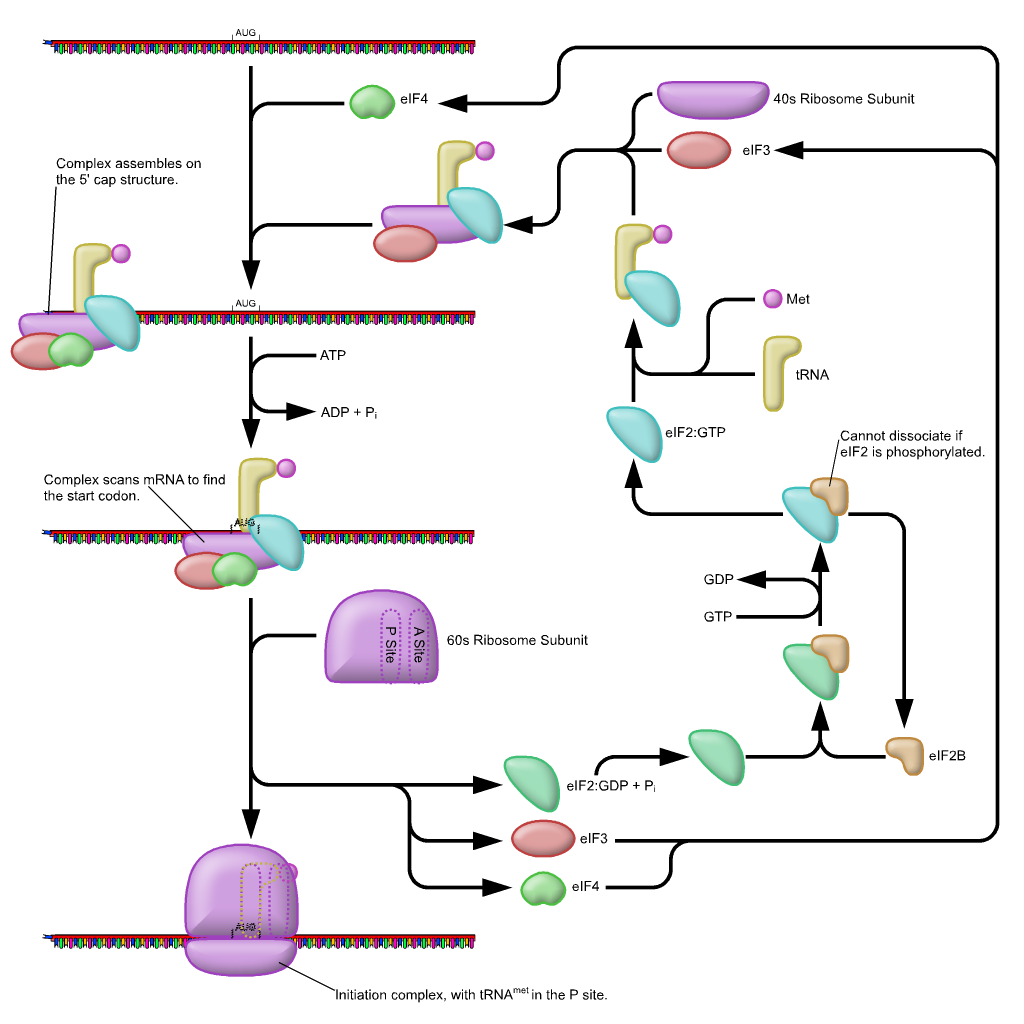
真核生物における翻訳開始過程

### キャップ依存的な翻訳開始
翻訳開始は通常、翻訳開始因子（eukaryotic translation initiation factor, eIF）と呼ばれるいくつかの重要なタンパク質と、5'キャップ（mRNAの5'末端に結合したタグ）、そして 5' UTRとの相互作用を伴う。これらのタンパク質はリボソーム小サブユニット（40Sサブユニット）に結合し、mRNAを適切な位置に保つ。eIF3はリボソーム小サブユニットに結合し、リボソーム大サブユニット（60Sサブユニット）の時期尚早な結合を防ぐ役割を担う。またeIF3は、eIF4A、eIF4E、eIF4Gから構成されるeIF4F複合体と相互作用する。eIF4Gは足場タンパク質であり、eIF3と、他の2つのeIF4F構成因子と直接的に結合する。eIF4Eはキャップ結合タンパク質である。eIF4Eのキャップへの結合は、しばしばキャップ依存的な翻訳開始の律速段階であると考えられており、eIF4Eの濃度は翻訳調節の核となっている。ある種のウイルスは、eIF4GのeIF4Eに結合する部分を切断してキャップ依存的な翻訳を防ぎ、宿主の翻訳装置を乗っ取ってウイルスの（キャップ非依存的な）メッセージを選ぶようにする。eIF4AはATP依存的なRNAヘリカーゼで、リボソームがmRNAに形成された二次構造をほどくのを助けている。
ポリA結合タンパク質（poly(A)-binding protein, PABP）もまたeIF4Gを介してeIF4F複合体に結合し、真核生物のほとんどのmRNA分子のポリA鎖に結合する。このタンパク質は翻訳中のmRNAを環状化する役割を担っていると示唆されている。タンパク質因子を伴った43S開始前複合体(43S preinitiation complex, 43S PIC)はmRNA鎖に沿って、開始コドン（一般的にはAUG）に到達するまで3'末端へ向かって移動する（スキャニング）。真核生物と古細菌では、開始コドンによってコードされるアミノ酸はメチオニンである。メチオニル化された開始tRNA（methionylated initiator tRNA, Met-tRNAiMet）はeIF2によってリボソーム小サブユニットのP部位にもたらされる。eIF2はGTPを加水分解し、いくつかの因子の小サブユニットからの解離のシグナルを送り、やがて大サブユニットの結合が行われる。完全なリボソーム（80Sリボソーム）はその後、翻訳の伸長を始める。
タンパク質合成の調節は、eIF2·GTP·Met-tRNAiMet三者複合体（eIF2-TC）の一員であるeIF2の（αサブユニットを介した）リン酸化によって、部分的に影響を受ける。多数のeIF2がリン酸化されているとき、タンパク質合成は阻害される。他の調節因子としては4E-BPがあり、4E-BPはeIF4Eに結合してeIF4EのeIF4Gへの結合を阻害することで、キャップ依存的な翻訳開始を防いでいる。4E-BPの影響に対抗するため、成長因子は4E-BPのリン酸化をもたらすことでeIF4Eへの親和性を低下させ、タンパク質合成を可能にしている。
タンパク質合成が重要な開始因子の発現やリボソームの数によって全体的に調節されている一方で、個々のmRNAも調節エレメントの存在によってそれぞれ翻訳率が異なる。このことの重要性は、酵母の減数分裂や植物のエチレンへの応答など、さまざまな状況で示されている。さらに、酵母とヒトに対する近年の研究では、mRNA上の調節エレメントの多様性が翻訳調節のレベルでも影響を与えていることが示唆されている 。加えて、とりわけ構造を有する5' UTRを持つmRNAにおいては、DHX29やDed1/DDX3のようなRNAヘリカーゼが翻訳開始の過程に関与している可能性がある。

### キャップ非依存的な翻訳開始
真核生物におけるキャップ非依存的な翻訳開始の最もよく研究されている例は、IRES（internal ribosome entry site）である。キャップ非依存的翻訳とキャップ依存的翻訳との差異は、キャップ非依存的翻訳ではmRNAの5'末端から開始コドンまでのスキャニングを開始するのに5'キャップを必要としない、ということである。リボソームは開始位置に直接結合したり、開始因子やITAF（IRES trans-acting factors）を利用して5' UTR全体をスキャンする必要性を回避している。この方法は、全体の翻訳量が減少している細胞のストレス時、特定のmRNAの翻訳が必要とされる状況で重要であることが分かっている。その例にはアポトーシスやストレスによって誘導された反応へ応答する因子が含まれる。

## 伸長

真核生物の翻訳の伸長と膜局在化の段階。リボソームが緑色と黄色で、tRNAが暗い緑色、そして関係するその他のタンパク質が淡い青色で描かれている。

翻訳の伸長は翻訳伸長因子（eukaryotic elongation factor, eEF）に依存する。翻訳開始の終了時点で、mRNAは翻訳伸長段階を通じて次のコドンが翻訳可能な状態になるように位置している。開始tRNAはリボソームのP部位を占め、A部位はアミノアシルtRNAの受け入れが可能な状態である。鎖の伸長過程を通じて、アミノ酸は、3段階の微小サイクルでひとつひとつ新生ペプチド鎖に付け加えられる。そのサイクルは (1) 正しいアミノアシルtRNAのリボソームのA部位への配置 (2) ペプチド結合の形成 (3) リボソームに対してmRNAを1コドン分だけ移動 というステップである。
細菌ではmRNAの5'末端の合成の直後に翻訳開始が起こるが、真核生物では転写と翻訳は異なる細胞内の領域（それぞれ核と細胞質）で行われるために、そのような緊密な共役は不可能である。真核生物のmRNAの前駆体は、翻訳のために細胞質へ輸送される前に、核内でキャップ付加、ポリアデニル化、スプライシングといったプロセシングを受けなければならない。
翻訳はリボソームの休止（ribosomal pausing）の影響を受け、それはmRNA no-go decayと呼ばれるエンドヌクレアーゼによる攻撃の引き金となる。またリボソームの休止は、リボソーム上での新生ポリペプチドの翻訳と共役したフォールディングを助け、タンパク質の翻訳を遅らせる。これはリボソームのフレームシフトの引き金ともなる。

## 終結
伸長反応の終結は翻訳終結因子（eukaryotic release factor, eRF）に依存する。この過程は細菌の翻訳終結と類似しているが、細菌とは異なり3種類の終止コドンはすべて単一の終結因子eRF1によって認識される。翻訳終結の際には、リボソームは各サブユニットに解離し完成されたポリペプチドは放出される。eRF3はリボソーム依存的なGTPアーゼであり、eRF1が完成されたポリペプチドを放出するのを助ける。ヒトのゲノムには、驚くほど終止コドンの読み漏らしが起こりやすい（leakyな）遺伝子がいくつかコードされている。これらの遺伝子では、終止コドンの近傍の特別なRNA塩基のために翻訳の終結が非効率的なものとなっている。これらの遺伝子におけるleakyな翻訳終結は、最大10％の終止コドンで読み過ごし（readthrough）をもたらす。これらの遺伝子のうちのいくつかは、読み過ごしによって延長された領域に機能的なタンパク質ドメインがコードされており、新たなタンパク質のアイソフォームが生じることもある。この過程は'functional translational readthrough'と名付けられている。